# Филаделфия
Вижте пояснителната страница за други значения на Филаделфия.
Филаделфия (на английски: Philadelphia), наричан още „Фили“ или „градът на братската любов“, е шестият най-голям град в САЩ и най-големият град в щата Пенсилвания, както по площ, така и по население.
Населението на града към 2017 г. е 1 580 863 души. Ако, обаче се смятат и прилежащите територии около града, населението достига 6 262 182.
Филаделфия е сред най-старите и най-важни в историческо отношение градове в САЩ. През 18 век градът е втората столица и най-населен град в страната. Тогава той е по-влиятелен в политическо отношение от Бостън и Ню Йорк. Едно от най-големите имена в развитието на града в този период е Бенджамин Франклин.

## История
Преди пристигането на европейците, районът на Филаделфия е дом на индианското племе делавари. Техните общества са отслабени от новодошлите болести, основно едра шарка, както и от кървавите сблъсъци с европейците. От време на време ирокезите също се сражават с делаварите. Оцелелите делавари се местят на запад към басейна на горното течение на река Охайо. През 1860-те години правителството на САЩ изпраща повечето останалите делавари в Източните щати към Индианската територия.
Долината на река Делауеър се заселва от европейците в началото на 17 век, като първите селища са създадени от нидерландци, които през 1623 г. построяват Форт Насау на територията на днешен Бруклон (Ню Джърси). Холандците считат цялата долина на реката за част от тяхната колония Нова Нидерландия. Англичаните завладяват холандската колония през 1664 г., макар ситуацията да не се променя до 1682 г., когато районът не е включен в хартата за Пенсилвания на Уилям Пен.
През 1681 г., в частично плащане на свое задължение, Чарлз II дава на Пен харта за това, което по-късно става провинция Пенсилвания. Въпреки кралската харта, Пен купува земя от местните делавари, за да може да има добри отношения с местните индианци и да осигури мир на колонията си. Пен сключва договор за приятелство с делаварския вожд Таманенд в това, което е днес квартал Фиштаун, Филаделфия. Пен нарича града Филаделфия, което на гръцки означава „братска любов“. Като квакер, Пен преживява религиозни гонения и иска колонията му да е място, където всеки да може да изповядва вярванията си свободно. Тази толерантност, доста по-голяма от тази в другите колонии, води до по-добри отношения с местните индиански племена и насърчава бързия растеж на Филаделфия като един от най-важните градове в Америка.
Пен планира град на река Делауеър, който да служи като пристанище и място за управление. Надявайки се, че Филаделфия ще заприлича повече на английско село, отколкото на град, Пен полага пътища по хиподамова система, за да държи къщите и компаниите раздалечени, с място за градини и овошки. Жителите на града обаче не следват плана на Пен и се тъпчат в района на пристанището на река Делауеър и подразделят и препродават парцелите си. Преди Пен да напусне Филаделфия за последен път, той издава харта през 1701 г., която обявява Филаделфия за град. Макар в началото да е беден, градът става важен търговски център с поносими житейски условия към 1750-те години. Бенджамин Франклин, виден гражданин, помага за подобряването на градските услуги и създава нови такива, като например пожарна, библиотека и една от първите болници в колониална Америка. Основават се редица философски общества, които стават центрове на интелектуалния живот на града. Тези общества развиват и финансират нови промишлености, привличайки опитни и интелигентни имигранти от Европа.
Значимостта на Филаделфия и нейното централно местоположение в колониите правят града естествен център на Американската революция. Към 1750-те години Филаделфия вече е задминала Бостън като най-голям град и е най-оживеното пристанище в Британска Америка и второто в Британската империя след Лондон. Градът е домакин на Първият континентален конгрес (1774 г.) преди избухването на революцията, Вторият континентален конгрес (1775 – 1776 г.), на който е приета декларацията за независимост на САЩ по време на войната, и Конституционния конвент (1787 г.) след войната. Няколко битки се водят във и извън Филаделфия.
Филаделфия служи като временна столица на САЩ, докато новата столица се строи във Вашингтон от 1790 до 1800 г. През 1793 г. най-голямата епидемия на жълта треска в САЩ избухва във Филаделфия и убива 4000 – 5000 души, което е около 10% от населението на града по това време.
Градът остава най-големият в младата нация до края на 18 век, бидейки финансов и културен център на държавата. През 1816 г. общността на свободните негри в града основава Африканска методистка епископска църква, което е първото независимо вероизповедание на чернокожи в страната. Негрите също основават много училища за децата си с помощта на квакерите. Към 1790 г. Ню Йорк изпреварва Филаделфия по население. Широкомащабни строителни проекти за нови пътища, канали и железопътни линии правят Филаделфия първият голям промишлен град в САЩ. През 19 век Филаделфия е дом на различни промишлености и компании, като най-развита е текстилната промишленост. Първото официално Световно изложение се провежда във Филаделфия през 1876 г.
Имигранти, главно от Ирландия и Германия, се заселват във Филаделфия и околните райони. Тези имигранти са основните отговорници за първата генерална стачка в Северна Америка през 1835 г., при която работниците в града си спечелват 10-часов работен ден. Градът е дестинация за хиляди ирландски имигранти, бягащи от Големия град през 1840-те години. Жилищата за тях са построени в южната част на града, като по-късно там се заселват и други имигранти. Те основават мрежа от католически църкви и училища и доминират католическото духовенство в продължение на десетилетия. През 1844 г. избухват нативистки безредици във Филаделфия срещу ирландците и католиците. Увеличаването на населението на околните райони помага за приемането на закона за консолидация от 1854 г., който разширява границите на града от 5 km2 център до грубо 350 km2 окръг Филаделфия. През втората половина от века имигранти от Русия, Източна Европа и Италия и афроамериканци от Южните щати се заселват в града.
Афроамериканското население на Филаделфия нараства от 31 699 души до 219 559 души между 1880 и 1930 г. Новодошлите чернокожи през 20 век са част от Голямата миграция от селския юг към северните промишлени градове.
- Раждането на Пенсилвания от Жан Леон Жером Ферис, 1680 г. – Уилям Пен, държащ документ, и крал Чарлс II.
- Договорът на Пен с индианците от Бенджамин Уест.
- Обявяване на независимостта от Джон Тръмбул – Комитетът на петимата представя черновата си в Индепендънс хол, 28 юни 1776 г.[18]
- Карта на Филаделфия, ок. 1752 г.

Към 20 век Филаделфия вече е известна като „корумпирана и доволна“, с укрепена републиканска политическа машина и незаинтересовано население. Първата по-голяма реформа настъпва през 1917 г., когато възмущение покрай убийството в предизборна година на полицай води до свиването на градския съвет от две къщи на една. През юли 1919 г. Филаделфия е един от 36 промишлени града в страната, които претърпяват расови бунтове на бели срещу негри по време на Червеното лято, тъй като новите имигранти се конкурират с негрите за работа. През 1920-те години публичното пренебрегване на законите на Сухия режим, организираната престъпност и участието на полицията в незаконни дейности води до назначаването на бригаден генерал Смедли Бътлър от морската пехота за директор на обществената безопасност, но политическият натиск пречи на всякакъв дълготраен успех при борбата с престъпността и корупцията.
През 1940 г. белите хора без латински корени съставляват 86,8% от населението на града. Населението на града достига връх от над 2 милиона души към 1950 г., след което започва да намалява с преструктурирането на промишлеността, което води до загубата на много от работните места на средната класа. Освен това субурбанизацията е примамила много от по-охолните граждани към по-затънтените градове с железопътна връзка и по-нови къщи. Последвалото намаляване на данъчната основа на Филаделфия и ресурсите на местното управление кара града да се бори с дълъг период на приспособление, като към края на 1980 г. едва не обявява банкрут.
Съживяване и джентрификация на кварталите започва към края на 1970-те години и продължава и през 21 век, като по-голямата част от развитието се случва в централната част на града и кварталите около Пенсилванския университет. След като много от старите производители и компании напускат Филаделфия или затварят врати, градът започва да привлича компании в сектора на услугите и започва да се пласира по-агресивно като туристическа дестинация. Съвременни стъклени и гранитни небостъргачи са построени в центъра на града след 1980-те години. Историческите части на града са реновирани по време на реформаторската епоха от 1950-те до 1980-те години, което прави тези райони сред най-желаните квартали в централната част на града. Тези развития започват да обръщат спада на населението на града, чиито жители намаляват с около една четвърт между 1950 и 2000 г. След 2007 г. градът бележи ръст на населението, който продължава и до днес.

## Климат
Климатът в града е влажен субтропичен. Лятото обикновено е горещо и задушно, есента и пролетта са меки, а зимата е умерено студена. Снеговалежите са непостоянни и могат да варират в широки граници. Валежите са като цяло равномерно разпределени сред месеците.
| Климатични данни за Филаделфия        | Климатични данни за Филаделфия | Климатични данни за Филаделфия | Климатични данни за Филаделфия | Климатични данни за Филаделфия | Климатични данни за Филаделфия | Климатични данни за Филаделфия | Климатични данни за Филаделфия | Климатични данни за Филаделфия | Климатични данни за Филаделфия | Климатични данни за Филаделфия | Климатични данни за Филаделфия | Климатични данни за Филаделфия | Климатични данни за Филаделфия |
| Месеци                                | яну.                           | фев.                           | март                           | апр.                           | май                            | юни                            | юли                            | авг.                           | сеп.                           | окт.                           | ное.                           | дек.                           | Годишно                        |
| Абсолютни максимални температури (°C) | 23                             | 26                             | 31                             | 35                             | 36                             | 39                             | 40                             | 41                             | 39                             | 36                             | 29                             | 23                             | 41                             |
| Средни максимални температури (°C)    | 4,6                            | 6,6                            | 11,5                           | 17,7                           | 23,2                           | 28,2                           | 30,6                           | 29,6                           | 25,6                           | 19,2                           | 13,3                           | 7,1                            | 18,1                           |
| Средни температури (°C)               | 0,6                            | 2,1                            | 6,4                            | 12,2                           | 17,7                           | 22,9                           | 25,6                           | 24,8                           | 20,6                           | 14,2                           | 8,7                            | 3,1                            | 13,3                           |
| Средни минимални температури (°C)     | −3,6                           | −2,4                           | 1,3                            | 6,7                            | 12,2                           | 17,7                           | 20,7                           | 19,9                           | 15,7                           | 9,1                            | 4                              | −1,1                           | 8,4                            |
| Абсолютни минимални температури (°C)  | −22                            | −24                            | −15                            | −10                            | −2                             | 7                              | 11                             | 7                              | 2                              | −4                             | −13                            | −21                            | −24                            |
| Средни месечни валежи (mm)            | 77                             | 67,3                           | 96,3                           | 90,4                           | 94,2                           | 87,1                           | 110,5                          | 88,9                           | 96                             | 80,8                           | 75,9                           | 90,4                           | 1055                           |
| Средно количество слънчеви часове     | 155.7                          | 154.7                          | 202.8                          | 217.0                          | 245.1                          | 271.2                          | 275.6                          | 260.1                          | 219.3                          | 204.5                          | 154.7                          | 137.7                          | 2498                           |
| ------------------------------------- | ------------------------------ | ------------------------------ | ------------------------------ | ------------------------------ | ------------------------------ | ------------------------------ | ------------------------------ | ------------------------------ | ------------------------------ | ------------------------------ | ------------------------------ | ------------------------------ | ------------------------------ |
| Източник: NOAA                        |                                |                                |                                |                                |                                |                                |                                |                                |                                |                                |                                |                                |                                |

## Население
Според оценки от 2017 г., във Филаделфия живеят 1 580 863 души, което е повишение с 3,6% от преброяването през 2010 г. След преброяването от 1950 г., когато са записани 2 071 605 жители, населението на града започва да спада. То достига 1 488 710 души през 2006 г., след което започва да се покачва отново. Към 2015 г. оценките сочат, че расовият състав на града е 41,5% негри, 35,8% бели (без бели латиноси), 13,4% латиноси, 6,8% азиатци, 0,2% коренни народи и 2% смесени.
| Расоц състав                | 2015  | 2010  | 2000  | 1990  | 1980  | 1970  |
| --------------------------- | ----- | ----- | ----- | ----- | ----- | ----- |
| Негри (вкл. черни латиноси) | 42,8% | 43,4% | 43,2% | 39,9% | 37,8% | 33,6% |
| Негри (без черни латиноси)  | 41,5% | 42,2% | 42,6% | 39,3% | 37,5% | 33,3% |
| Бели (вкл. бели латиноси)   | 41,7% | 41,0% | 45,0% | 53,5% | 58,2% | 65,6% |
| Бели (без бели латиноси)    | 35,8% | 36,9% | 42,5% | 52,1% | 57,1% | 63,8  |
| Латиноси                    | 13,4% | 12,3% | 8,5%  | 5,6%  | 3,8%  | 2,4%  |
| Азиатци                     | 6,8%  | 6,3%  | 4,5%  | 2,7%  | 1,1%  | 0,3%  |
| Тихоокеански островитяни    | 0,03% | 0,05% | 0,0%  | 0,0%  | 1,1%  | 0,3%  |
| Коренни народи              | 0,2%  | 0,5%  | 0,3%  | 0,2%  | 0,1%  | 0,1%  |
| Многорасови                 | 2,0%  | 2,8%  | 2,2%  | н/д   | н/д   | н/д   |

| 1683      | 1731      | 1790      | 1800      | 1820      | 1840      | 1860      |
| --------- | --------- | --------- | --------- | --------- | --------- | --------- |
| 600       | 12 000    | 28 522    | 41 220    | 63 802    | 93 665    | 565 529   |
| 1880      | 1900      | 1910      | 1920      | 1930      | 1940      | 1950      |
| 847 170   | 1 293 697 | 1 549 008 | 1 823 779 | 1 950 961 | 1 931 334 | 2 071 605 |
| 1960      | 1970      | 1980      | 1990      | 2000      | 2010      | 2017      |
| 2 002 512 | 1 948 609 | 1 688 210 | 1 585 577 | 1 517 550 | 1 526 006 | 1 580 863 |

## Икономика
Филаделфия е център на икономическата активност в Пенсилвания. Районът на града има общ БВП от 431 милиарда щатски долара към 2016 г. Летище Филаделфия е в процес на инфраструктурно разширяване на стойност 900 милиона долара за увеличаване на пътническия си капацитет. Пристанището на града също търпи увеличение в тонажа на обслужваните товари и в процес на удвояване на капацитета си.
Икономическите сектори на Филаделфия включват финансови услуги, здравеопазване, биотехнологии, информационни технологии, производство, нефтопреработване, хранително-вкусова промишленост и туризъм. Финансовите дейности са най-големият икономически сектор на метрополния регион.
Годишната безработица в града за 2014 г. е 7,8%, което е понижение от 10% през предходната година. Все пак, това е по-високо равнище спрямо средното ниво за страната от 6,2%. През 2014 г. са добавени около 8800 работни места към икономиката на града. Най-много добавени работни места има в сферите на образованието, здравеопазването, и професионалните и бизнес услуги. Наблюдава се спад в секторите на производството и управлението. Историята на града привлича много туристи.

## Известни личности
Родени във Филаделфия
- Мариан Андерсън (1897 – 1993), певица
- Бен Бова (р. 1932), писател
- Коби Брайънт (1978 – 2020), баскетболист
- Куинта Брансън (р. 1989), актриса
- Джули Браун (р. 1961), журналистка
- Ричард Брукс (1912 – 1992), режисьор
- Соломон Бърк (1940 – 2010), певец
- Стан Гец (1927 – 1991), саксофонист
- Хенри Джордж (1839 – 1897), общественик
- Джими Йънг (1948 – 2005), боксьор
- Куестлъв (р. 1971), музикант
- Доминик Мърфи (1847 – 1930), дипломат
- Артър Пен (1922 – 2010), режисьор
- Максфийлд Периш (1870 – 1966), художник
- Пол Робсън (1898 – 1976), певец, актьор и общественик
- Уил Смит (р. 1968), актьор
- Уолтър Уилямс (1936 – 2020), икономист
- Кенет Фрейзър (р. 1954), бизнесмен
- Хенри Хазлит (1894 – 1993), журналист
- Дебора Харкнес (р. 1965), писателка
- Ноам Чомски (р. 1928), езиковед и политически коментатор

Починали във Филаделфия
- Скип Джеймс (1902 – 1969), музикант
- Джими Йънг (1948 – 2005), боксьор
- Васил Попов (1942 – 1990), български математик, член-кореспондент на БАН
- Бенджамин Франклин (1706 – 1790), общественик

Други личности, свързани с Филаделфия
- Майн Рид (1818 – 1883), британски писател, живял в града през 1843 – 1846

## Побратимявания
Филаделфия има осем побратимени града и три партньорски града или региона:
| Град                                       | Година |
| ------------------------------------------ | ------ |
| Флоренция, Тоскана, Италия                 | 1964   |
| Тел Авив, Израел                           | 1966   |
| Торун, Полша                               | 1976   |
| Тяндзин, Китай                             | 1980   |
| Инчон, Южна Корея                          | 1984   |
| Дуала, Камерун                             | 1986   |
| Нижни Новгород, Нижегородска област, Русия | 1992   |
| Франкфурт, Германия                        | 2015   |

| Град                                               | Година |
| -------------------------------------------------- | ------ |
| Кобе, Япония                                       | 1986   |
| Абруцо, Италия                                     | 1997   |
| Екс ан Прованс, Прованс-Алпи-Лазурен бряг, Франция | 1999   |